# Hầu Nhân Bảo
Hầu Nhân Bảo (chữ Hán phồn thể: 侯仁寶, giản thể: 侯仁宝, ? - 981), là viên tướng chỉ huy quân Tống xâm lược Đại Cồ Việt năm 981 và bị tử trận tại đây.

## Tiểu sử
Hầu Nhân Bảo là người Bình Dao, Phần Châu (nay là huyện Bình Dao, địa cấp thị Tấn Trung, tỉnh Sơn Tây, Trung Quốc). Ông có dòng dõi nhà tướng, con trai thứ ba của Hầu Ích, trước đây làm tướng cho Hậu Đường, Hậu Tấn, Hậu Hán và Hậu Chu. Hầu Nhân Bảo lớn lên có tài văn võ, được tể tướng Triệu Phổ gả em gái cho, dựng nhà ở thành Lạc Dương. Sống ở nơi nhà cao cửa rộng, vườn ruộng tốt, của cải nhiều, nên Hầu Nhân Bảo thích rong chơi, ít nghĩ tới quan tước. Đến tuổi lập nghiệp, vua Tống mời ra phong cho chức Thái tử trung doãn.
Khi Triệu Phổ thôi chức tể tướng, Tống Thái Tông chọn Lư Đa Tốn lên thay. Do ghét Triệu Phổ, Lư Đa Tốn liền điều Hầu Nhân Bảo ra miền biên viễn làm tri Ung Châu. Vua Tống gia hàm Thái thường bác sĩ cho Hầu Nhân Bảo. Từ đó, thường khi tâm sự với đồng nghiệp, Hầu Nhân Bảo tỏ ra một người hiếu danh, thích lập công to làm việc lớn; nhưng khi tâm sự với người nhà, Nhân Bảo tỏ ý mong muốn được về Lạc Dương, sống cuộc đời nhàn tản, phóng túng.
Hầu Nhân Bảo công cán ở Ung Châu suốt chín năm không đổi, thường cũng mong có chiến công cao dâng vua, để làm món quà xin hồi hương cho xứng. Mùa hè năm Canh Thìn (980), nhân việc Giao Chỉ quận vương Đinh Bộ Lĩnh bị hành thích, Nhân Bảo dâng Đắc Giao Châu Sách (取交州策 - Kế sách lấy Giao Châu) và dâng thư xin về tận cửa khuyết để tâu vua tình hình có thể lấy được Giao Châu. Nhưng Thái Tông lại cho lời bàn của Lư Đa Tốn là phải, không gọi Nhân Bảo về cửa khuyết, mà để lại ở thành Ung Châu, chuẩn bị binh mã sang đánh Lê Hoàn, phong làm Giao Châu thủy lục kế độ chuyển vận sứ, thành lập Giao Châu hành doanh.
Khi xâm lược Đại Cồ Việt, ban đầu Hầu Nhân Bảo đắc thế, sau bị Lê Đại Hành (Lê Hoàn trước đó lên ngôi vua Đại Cồ Việt) đánh bại, bị giết cùng thủy quân trên sông. Tống Thái Tông truy tặng chức Công bộ thị lang.

## Gia đình
- Cha: Hầu Ích
- Anh em:
  - Hầu Nhân Nguyện. Làm quan tới tả kim ngô vệ đại tướng quân, Bồng Châu thứ sử[1].
  - Hầu Nhân Củ. Làm quan tới thiên bình hành quân tư mã[1].
  - Hầu Nhân Ngộ. Làm quan tới tây kinh nội viên sử[1].
  - Hầu Nhân Hưng. Làm quan tới hữu đồn vệ tướng quân[1].
- Con cái:
  - Hầu Duyên Linh. Làm quan tới điện trung thừa[1].
  - Hầu Duyên Thế. Làm quan tới thái tử trung xá[1].